# Uğur Tütüneker
Uğur Tütüneker (* 2. August 1963 in Bursa) ist ein türkischer Fußballtrainer und ehemaliger Fußballspieler.

## Spielerkarriere

### FC Bayern München
Tütüneker begann in der Jugend des FC Bayern München und schaffte über die Amateurmannschaft 1984 den Sprung in den Kader der Profimannschaft. In jener Ära durfte eine Mannschaft jedoch nur zwei ausländische Spieler gleichzeitig auf dem Platz haben. Bei den Bayern jener Jahre waren hier der belgische Nationaltorwart Jean-Marie Pfaff und der dänische Mittelfelddirigent Søren Lerby unverzichtbare Fixpunkte, was die Einsatzchancen Tütünekers auf die zweite Mannschaft reduzierte. Jedoch wurde er als Teil der Mannschaft zweimal Deutscher Meister und Deutscher Pokalsieger.

### Galatasaray Istanbul
1986 wechselte Tütüneker für die gefällige Ablösesumme von 50.000 Mark zu Galatasaray Istanbul, wo der ehemalige deutsche Nationaltrainer Jupp Derwall den türkischen Fußball revolutionierte. Tütüneker gehörte dabei zu einer Gruppe in Deutschland ausgebildeter türkischstämmiger Spieler wie Erhan Önal, Savaş Koç und Erdal Keser, die Derwalls Unterfangen wesentlich unterstützten.
Tütüneker erhielt in seinem ersten Jahr in Istanbul einen Stammplatz im Mittelfeld. Er absolvierte 32 Spiele und erzielte zwölf Tore. In dieser Spielzeit war er der beste Torschütze seiner Mannschaft. Bei Galatasaray blieb Tütüneker zehn Jahre und beendete nach 222 Ligaspielen und 40 Toren seine Karriere.
Er wurde mit Galatasaray viermal Landesmeister und durchlebte auch viele Siege in diversen Pokalwettbewerben.

### Nationalmannschaft
Am 3. Dezember 1986 (3:2 gegen die Schweiz), 18. November 1987 (0:0 gegen Norwegen) und am 25. Mai 1988 (1:3 in Bulgarien) war er für die Olympia-Auswahlmannschaft aktiv. Tütüneker absolvierte zwischen 1986 und 1992 19 Spiele für die A-Nationalmannschaft und erzielte ein Tor. Sein Debüt gab er am 29. Oktober 1986 bei der 0:4-Niederlage gegen Jugoslawien. In seinem 14. Länderspiel, am 27. Februar 1991, beim 1:1-Unentschieden gegen Jugoslawien erzielte er mit dem Führungstreffer in der 4. Minute sein einziges Tor. Sein letztes Spiel bestritt er am 18. November 1992 bei der 0:4-Niederlage gegen England.

## Trainerkarriere
Seine erste Station als Trainer war bei Yozgatspor. Anschließend war er nach einer kurzen Zwischenstation bei Sariyer in Siirt bei Siirtspor tätig. Dort schaffte er mit der Mannschaft den Aufstieg in die erste türkische Liga. Danach war er als Trainer bei Kayserispor, Yozgatspor, Istanbul Büyükşehir Belediyespor und İstanbulspor tätig. Die nächste Trainerstation war der Aufsteiger Kasımpaşa Istanbul. Am 9. März 2009 wurde Tütüneker dort beurlaubt.
Zur Saison 2010/11 übernahm er den Zweitligisten Orduspor und führte mit dem Team lange Zeit die Tabelle an. Gegen Saisonende trat er, nach Kritik an seiner Person die nach einigen schlechten Ergebnissen aufkam, zurück und ließ sich auch von der Vereinsführung nicht dazu bewegen seine Stellung weiterzuführen. Er wurde daraufhin von Metin Diyadin ersetzt. Dieser führte die Mannschaft bis ins Play-off-Finale und durch den Play-off-Sieg in die Süper Lig.
Für die neue Saison übernahm er in der TFF 1. Lig den Erstligaabsteiger Kasımpaşa Istanbul. Auch mit diesem Verein spielte er lange Zeit um die Tabellenspitze mit und trat gegen Saisonende zurück. Er wurde erneut durch Metin Diyadin ersetzt, der mit dem Team das Play-off-Spiel gewann und damit den direkten Wiederaufstieg sicherte.
Vor dem 14. Spieltag der Saison 2012/13 und mit einem gültigen Vertrag bis 30. Juni 2014 übernahm er den Zweitligisten Torku Konyaspor und ersetzte hier Hüsnü Özkara. Mit diesem damals abstiegsbedrohten Verein erreichte er zum Saisonende die Playoffs der Liga. In diesen Playoffs, in denen der letzte Aufsteiger K.-o.-System ermittelt wird, erreichte man das Finale. Im Finale setzte man sich mit 2:0 gegen Manisaspor durch und stieg in die Süper Lig auf. Nach dem 15. Spieltag der Saison 2013/14 gab er in der nachfolgenden Pressekonferenz der Partie gegen Kardemir Karabükspor seinen Rücktritt bekannt und verließ noch am gleichen Abend die Stadt.
Mitte Februar 2014 wurde Tütüneker beim Erstligisten Çaykur Rizespor als neuer Cheftrainer vorgestellt. Tütüneker übernahm Rizespor auf dem 16. Tabellenplatz, dem obersten Abstiegsplatz, und führte den Klub zum sicheren Klassenerhalt. Trotz dieses Erfolges verlängerte Rizespor den Vertrag mit ihm nicht weiter.
Am 3. Dezember 2014 wurde Tütüneker Trainer beim Erstligisten Kayseri Erciyesspor und trat die Nachfolge von Bülent Korkmaz an. Tütüneker trat nach fünf Wochen als Cheftrainer von SAI Kayseri Erciyesspor zurück.
In der Winterpause der Saison 2014/15 übernahm Tütüneker den Zweitligisten Osmanlıspor FK. Diesen Verein führte er zum Saisonende zur Vizemeisterschaft und damit zum erhofften Aufstieg in die Süper Lig. Nach diesem Erfolg sollte Tütüneker auch in der Spielzeit 2015/16 seine Arbeit fortsetzen. Da aber die Vereinsführung zögerlich mit Neuverpflichtungen agierte und auch auf Drängen von Tütüneker seine Haltung nicht änderte, gab dieser Anfang Juli 2015 seinen Rücktritt bekannt.
Zur Saison 2016/17 verpflichtete ihn der Schweizer Zweitligist FC Wil, der den Vertrag allerdings am 24. August 2016 wegen eines in der Türkei ausgestellten Haftbefehls gegen Tütüneker wegen angeblicher Beteiligung an einem Umsturzversuch gegen den türkischen Präsident Recep Erdoğan wieder auflöste. Auch verlief der Saisonstart wenig ansprechend.
Er kehrte Anfang September in die Türkei zurück und wurde unmittelbar nach seiner Ankunft verhaftet. Nach nur wenigen Tagen wurde er aber wieder freigelassen. Von September 2019 bis März 2020 trainierte er den Zweitligisten Adana Demirspor.

## Erfolge

### Als Spieler
Mit dem FC Bayern München
- Deutscher Meister: 1984/85, 1985/86 (jeweils ohne Einsatz)
- DFB-Pokal-Sieger: 1986 (ohne Einsatz)

Mit Galatasaray Istanbul
- Türkischer Meister: 1986/87, 1987/88, 1992/93, 1993/94
- Türkischer Fußballpokal: 1991, 1993
- TSYD-Istanbul-Pokalsieger: 1987, 1991, 1992
- Präsidentenpokal-Sieger: 1987, 1988, 1991, 1993, 1996
- Premierminister-Pokal-Sieger: 1989, 1994

### Als Trainer
Mit Konyaspor
- Playoff-Sieger der TFF 1. Lig und Aufstieg in die Süper Lig: 2012/13
- TSYD-Ankara-Pokalsieger: 2013

Mit Osmanlıspor FK
- Vizemeister der TFF 1. Lig und Aufstieg in die Süper Lig: 2014/15

## Sonstiges
In den 1970er-Jahren zog Tütüneker mit seinen Eltern nach Deutschland. Uğur Tütüneker wurde besonders wegen seiner speziellen Laufart bekannt; eines seiner Beine ist kürzer als das andere.